# Port lotniczy Buôn Ma Thuột
Port lotniczy Buôn Ma Thuột (Sân bay Buôn Ma Thuột) – krajowy port lotniczy położony w Buôn Ma Thuột w Wietnamie. 